# محمد بن عمر الفاخري
المؤرخ محمد بن عمر الفاخري أحد أعمدة مؤرخي الدولة السعودية الخمسة و التي تصنف مخطوطاتهم و كتبهم كمرجع مهم لرصد التاريخ السعودي.

## نسبه
هو محمد بن عمر بن محمد بن حسن بن محمد بن فاخر بن حسن بن سليمان بن عيسى بن علي بن عثمان بن عبد الله بن مشرف بن عمر بن معضاد بن ريس بن زاخر بن محمد بن علوي بن وهيب التميمي.

## نشأته
ولد سنة 1186هـ في بلد ( التويم ) , وقرأ القرآن الكريم على والده الشيخ عمر إمام وخطيب بلد التويم , كما قرأ عليه في الحديث والتفسير, وكان ملازما لوالده في القراءة حتى توفي والده في 16 جمادى الآخرة سنة 1222هـ, وفي هذه السنة حج هو وأخوه إبراهيم , ومن بعد ذلك انتقل إلى الدرعية للقراءة على أولاد الشيخ محمد بن عبد الوهاب – رحمهم الله – حتى صارت الطامة الكبرى والكارثة العظمى؛ ظهور الأتراك وقادتهم أبناء محمد علي التي أرخها  – بقوله :
وهي بحروف الأبجد , يعني سنة 1233هـ . كما قال في قصيدته المشهورة في
عمال الأتراك:
وقد اضطره جور العمال الأتراك وظلمهم إلى السفر خارج بلده إلى الأحساء ,وكذلك كثيرون من طلبة العلم .
وفي سنة 1241هـ توفي ولده الأكبر ( عـمـر ), وله من العمر تسع سنين بعدما قرأ القرآن عن ظهر قلب .

## اهتماماته
قرأ واتجه اهتمام الشيخ محمد إلى التاريخ، لا سيما تاريخ نجد وأنساب أهلها، ووفيات أعيانها، وقد سجل في كتاب مختصر لا يزال مخطوطا، وابتدأ بتدوين حوادثه من عام 850هـ إلى السنة التي مات فيها، وهو العمدة لتاريخ نجد على اختصاره. و كان  أحد أدباء نجد في زمانه، و كان جيد الخط، و فد جمع كتبا كثيرة بخطه الحسن، و له نقولات كثيرة في مختلف العلوم، و قد حصل كتابا بالأدعية النبوية، و لكنه قد تلف بسبب الأرضة و لم يبق منه إلا وريقات قليلة، و له معرفة بالشعر.
و له – رحمه الله  – مؤلفات ومخطوطات بخطه الجميل, وقد وقف جميع مخطوطاته على ذريته وذريتهم .
ويرى المهتمون بالتاريخ المحلي أنه عند المقارنة بين تاريخ الفاخري وتاريخ ابن بشر، وما يكتبه الشيخ إبراهيم بن عيسى، نرى أنهما قد استفادا من تاريخه فائدة كبيرة، وأنه لو لم يدون لهما هذه الأخبار لفاتهما شيء كثير.

## ذريته
وللشيخ محمد عقب لا يزالون في بلدة حرمة، والذي نعرفه من أبنائه ابنان: عبد الله وعمر، فأما عبد الله فهو الذي أكمل تاريخ والده حتى سنة 1288هـ.
و المتبقي من ذرية الشيخ محمد بن عمر اليوم هم أبناء الشيخين عبد العزيز و عبد الله أبناء محمد بن عبدا لله بن محمد ابن عمر الفاخري المتواجدين في مدينة الرياض.

## وفاته
وفي سنة 1253هـ انتقل من بلد ( التويم ) إلى بلد ( حرمة ) إماما وخطيبا حتى توفي بها – رحمه الله – في 23 جمادى الأولى سنة 1277هـ .